# Wherever
Wherever (englisch für „Wo auch immer.“) ist ein Lied des deutschen Synthiepop-Sängers Peter Heppner. Das Stück ist die zweite und letzte Singleauskopplung aus seinem Debütalbum solo.

## Entstehung und Artwork
Geschrieben wurde das Lied gemeinsam von Peter Heppner und Dirk Riegner. Die Instrumentalisierung, Produktion und Programmierung erfolgte durch den britischen Musiker Peter-John Vettese. Die Programmierung tätigte Vettese in Zusammenarbeit mit Mark „Tufty“ Evans. Dieser war ebenfalls für die Abmischung sowie das abschließende Engineering verantwortlich. Gemastert wurde das Stück in den Hamburger Master & Servant Studios, unter der Leitung von Tom Meyer. Die Tonaufnahmen entstanden von April bis Mai 2008 im Londoner Area 21, die Abmischung erfolgte im Londoner Wispington Studio.
Für das Coverbild wurde Heppner zum einen in einem schwarzen und zum anderen in einem weißen Outfit, während er auf einem Hocker sitzt, abgelichtet. Auf dem Cover der Single ist – neben Künstlernamen und Albumtitel – lediglich Heppner zu sehen. Es ist in schwarz-weiß gehalten und setzt sich aus zwei verschiedenen Fotografien zusammen, die sich in der Mitte des Covers treffen bzw. unterteilt sind. Auf der linken Coverhälfte sieht man Heppner, der den Blick nach links gerichtet hat und ein weißes Hemd trägt. Auf der rechten Coverhälfte trägt er ein schwarzes Outfit. Beide Aufnahmen entstanden aus der Frontansicht, jedoch sind die Bilder so angebracht, dass das Gesicht Heppners nicht zu erkennen ist. Es handelt sich um dasselbe Coverbild wie zur zuvor veröffentlichten Single Alleinesein. Dasselbe Artwork-Konzept findet sich in einer anderen Variante auf dem Coverbild des Albums solo wider. Die Fotografien stammen von Mathias Bothor und Dennis Neuschaefer-Rube. Das Design-Konzept stammt von HORT-Berlin.

## Veröffentlichung und Promotion
Die Erstveröffentlichung von Wherever erfolgte am 27. Januar 2009 als Einzeldownload in Deutschland. Die Single wurde unter dem Musiklabel Warner Bros. Records veröffentlicht, durch den Hanseatic MV und den pH-Werk Musikverlag verlegt sowie durch Universal Music Publishing vertrieben. Ein Musikvideo zu Wherever wurde nicht gedreht. Am 28. Januar 2014 veröffentlichte Heppner über seine diversen Social-Media-Plattformen eine Akustikversion des Liedes mit dem Titel Wherever (… There’s Wintertime …). Hierbei wurde er musikalisch lediglich von Dirk Riegner am Keyboard begleitet.

## Inhalt
Der Liedtext zu Wherever ist in englischer Sprache verfasst, ins Deutsche übersetzt bedeutet der Titel so viel wie: „Wo auch immer“. Die Musik wurde von Peter Heppner und Dirk Riegner, der Text eigens von Heppner verfasst. Musikalisch bewegt sich das Lied im Bereich des Synthiepop. Aufgebaut ist das Lied auf zwei Strophen und einem Refrain zwischen den Strophen sowie ein sich wiederholender nach der zweiten Strophe.
| “Wherever you may go. Whatever you may say. Whatever you may do. I’ll stay with you.” – Refrain, Originalauszug | „Wo immer du hingehst. Was immer du sagst. Was auch immer du tun magst. Ich bleibe bei dir.“ – Refrain, Übersetzung |

## Mitwirkende
| Liedproduktion - Mark „Tufty“ Evans: Abmischung, Engineering, Programmierung - Peter Heppner: Gesang, Komponist, Liedtexter - Tom Meyer: Mastering - Dirk Riegner: Komponist - Peter-John Vettese: Instrumentalisierung, Musikproduzent, Programmierung Artwork (Cover) - Mathias Bothor: Fotograf - HORT-Berlin: Artwork - Dennis Neuschaefer-Rube: Fotograf | Unternehmen - Area 21: Tonstudio - Hanseatic MV: Verlag - Master & Servant: Mastering - pH-Werk Musikverlag: Verlag - Universal Music Publishing: Vertrieb - Warner Bros. Records: Musiklabel - Wispington Studio: Abmischung |

## Rezensionen
Das deutschsprachige Online-Magazin laut.de bewertete das Gesamtprodukt solo mit 3/5 Sternen. Artur Schulz betitelte während seiner Kritik Wherever als „schwelgerisch“. Heppner hole mit dem Stück endgültig zum „siegbringenden Schlag“ gegen die „nimmermüden, nimmersatten Mächte der Finsternis“ aus.
Frank Stienen von der deutschsprachigen Musik-Website monkeypress.de ist der Meinung, dass Wherever eine nette B-Side hätte werden können. Nicht mehr und nicht weniger.